# 기자지
《기자지》(箕子志)는 활자본이며 5권 1책이다. 윤두수(尹斗壽)와 이이(李珥)가 따로 쓴 기자 실기(實記)를, 조선 광해군 때 선비들이 재가공하여 편찬하였다. 정사가 아닌 야사이다.
조선은 유교 국가이므로 공자를 최고의 성인으로 삼았는데, 중국 기록에 의하면 공자가 존경한 사람 가운데 기자가 있었다. 그래서 조선의 학자들은 조선과 기자조선을 연동하는 관념이 생겨났고, 북방 오랑캐가 아닌 한족의 정체성을 기자조선에 찿으려는 이유로 조선 후기 기자에 관련한 야사가 편찬되었다. 조선 시대 기자(箕子)를 숭배하여 제사를 지내기도 하였다.
1879년, 편찬된 기자지(箕子志)에 경(景), 진(秦), 강(康), 남궁(南宮), 노(鲁), 한(韓), 선우(鮮于), 제(齊)씨가 기자의 후손이라는 내용이 있었다. 그 가운데 진씨는 노씨와 함께 도래했는데, 백제와 신라 지역에 호장이었으며, 5세기 무렵에 일본으로 이주한 걸로 되어 있다. 
이들은 대부분 주나라와 강성 제후들로 기자(箕子)하고는 무관하며, 그 가문들도 그러한 주장을 하지 않고 있다. 주목해야 될 대목은 그들 주나라와 강성 제후들이 잠시 한반도에 있었다가 사라진 점, 특히 진(秦)씨가 강원도 지역에 세거하다가 일본으로 이주한 점이다. 중국에는 진씨가 계통이 많은데 강성 제후와 동행한 사실을 보면 노나라 계통이라고 볼 수 있다. 